# 吹塵球
吹塵球是一種常見的吹塵器。主要用於清理物體縫隙中的灰塵，用利用空氣壓力吹出灰塵，可用於鍵盤，螢幕，鏡頭，影音設備、珠寶、鐘錶、精密儀器、電腦等縫隙。